# Snugglepot and Cuddlepie

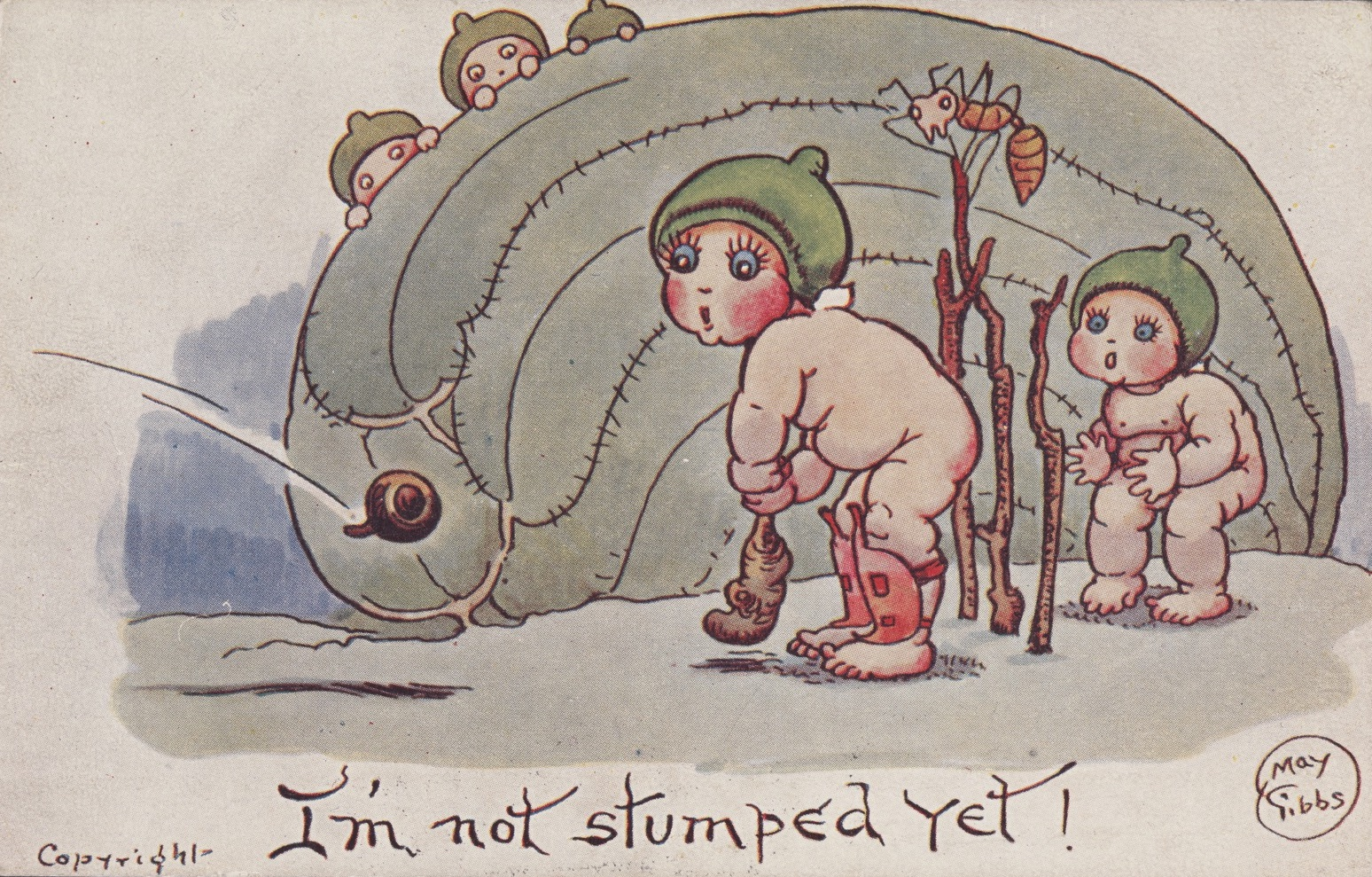
Snugglepot et Cuddlepie sont des homoncules coiffés d'un fruit d'eucalyptus.

Snugglepot and Cuddlepie est une série de livres pour enfants écrits et illustrés par l'Australienne May Gibbs entre 1918 et 1946. Ces livres racontent les aventures de deux homoncules, Snugglepot et Cuddlepie, face aux personnages antagonistes de la série, les « hommes Banksia ». Le premier livre de la série, Tales of Snugglepot and Cuddlepie: their wonderful adventures, est paru en 1918.

## Description
Les personnages sont emblématiques de la flore australienne : Snugglepot et Cuddlepie sont des homoncules coiffés de fruits d'eucalyptus. Les « hommes Banksia » ressemblent aux « cônes » des plantes du genre Banksia.
May Gibbs a basé certains des personnages et le cadre de leurs histoires sur les plantes poussant dans le bush à Harvey, où elle avait joué petite.

## Livres
May Gibbs a écrit plusieurs livres sur Snugglepot et Cuddlepie. Le premier, Tales of Snugglepot and Cuddlepie: their wonderful adventures, a été publié en 1918, et l'ensemble a été pour la première fois rassemblé en 1940 sous le nom The Complete Adventures of Snugglepot and Cuddlepie, avec une couverture indiquant « Including Little Ragged Blossom and Little Obelia »,,,.
Les autres titres de May Gibbs sont :
- Snugglepot and Cuddlepie find Ragged Blossom.
- Little Ragged Blossom and more about Snugglepot and Cuddlepie.
- Little Obelia and further adventures of ragged Blossom, Snugglepot and Cuddlepie.

Deux livres reprennent les personnages :
- Snugglepot and Cuddlepie on Board the Snag, redessiné par Noela Young et adapté par David Harris (1975).
- Snugglepot and Cuddlepie meet Mr Lizard (1970).

## Adaptations
Le compositeur Richard Mills a produit en 1987 un ballet sur Snugglepot and Cuddlepie, enregistré pour la télévision,.
Peter Combe (en) a adapté l'œuvre en comédie musicale en 1992. Elle a été enregistrée l'année suivante avec l'orchestre symphonique d'Adélaïde (Ruth Cracknell (en) jouait le rôle de May Gibbs).
Snugglepot and Cuddlepie a été adapté à nouveau en 2007 sous forme de comédie musicale, mais au ton de satire politique.
En 2016, la poste australienne a émis un ensemble de timbres « complémentaires » consacrés aux personnages de May Gibbs.